# 336 av. J.-C.
Cette page concerne l'année 336 av. J.-C. du calendrier julien proleptique.

## Événements
- Hiver 337/336 av. J.-C. : révolte de Khabbash contre les Perses en Égypte, qui se proclame pharaon et contrôle une grande partie du pays autour de Memphis. Darius III intervient pour réprimer la révolte dès la première année de son règne[1] (hiver 336/335 av. J.-C.)[2].

- Printemps : expédition de Parménion et d’Attale en Asie. Ils sont accueillis en libérateurs par les cités grecques de la côte occidentale, d’Abydos à Éphèse[3].

- Mai : début du règne de Darius III Codoman, roi de Perse[4] (fin en 330 av. J.-C.).
  - Bagoas empoisonne Artaxerxès IV , massacre sa famille et le remplace par Darius III Codoman. Mais il est contraint par ce dernier à boire le poison qu’il lui destinait[1] (fin de l’été).
  - Darius III charge le mercenaire Memnon de Rhodes de la contre-attaque contre Philippe II de Macédoine en Asie Mineure, et à sa mort soutient les cités grecques contre Alexandre. Parménion se retranche à Abydos[5].

- 2 juillet (30 mai du calendrier romain) : début à Rome du consulat de Lucius Papirius Crassus et Kaeso Duilius[6].

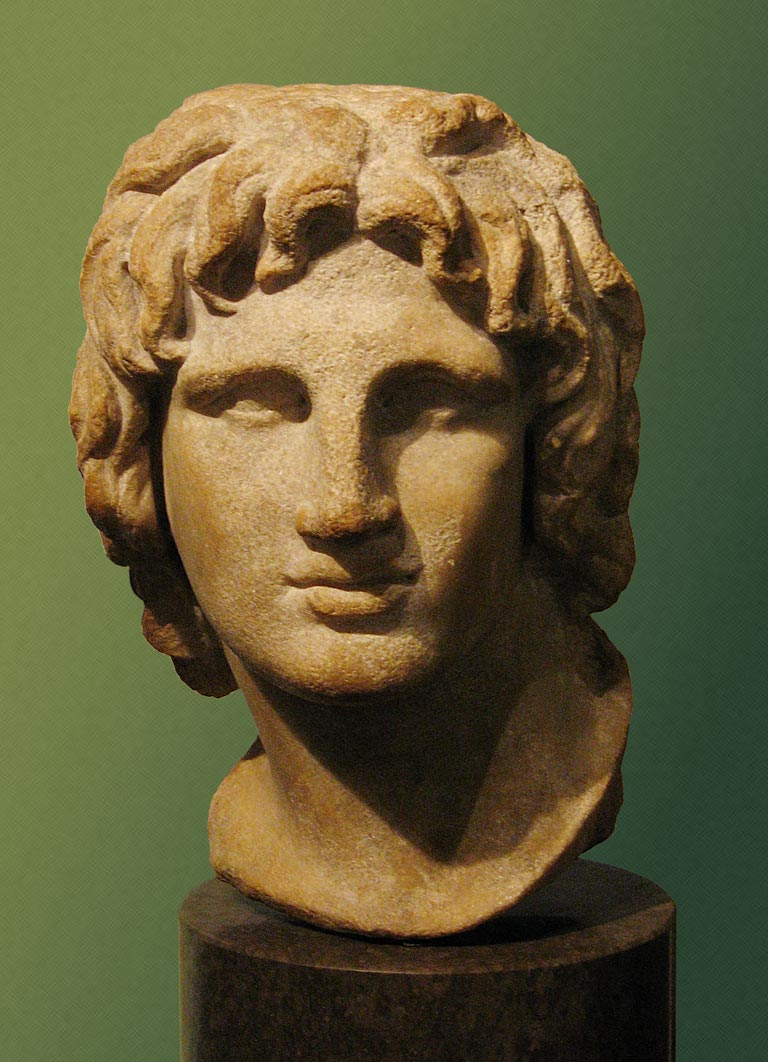
Alexandre élimine tous ses opposants macédoniens : il fait assassiner en 335 son cousin, Amyntas IV, renversé en 359 ou 357 av. J.-C. par son père Philippe II de Macédoine, afin d'éviter un compétiteur. Les princes de la famille royale sont assassinés. Attale, accusé de trahison, est tué sur ordre d’Alexandre. Olympias fait égorger Cléopâtre et son nouveau-né, fils de Philippe. Copie d'un buste grec d'Alexandre, British Museum.

- Fin juillet ou début août : assassinat de Philippe II de Macédoine au théâtre d’Aigai, en Macédoine, par Pausanias d'Orestis, un officier macédonien, lors des noces de sa fille Cléopâtre avec Alexandre, roi d’Épire[7]. Début du règne de son fils Alexandre III, roi de Macédoine (fin en 323 av. J.-C.). 
  - Répression d’un premier soulèvement de la Grèce après l’avènement d’Alexandre[8]. Il est nommé général de tous les Grecs (sauf Sparte) aux Jeux isthmiques.
  - Alexandre entame une expédition sur le Danube puis en Illyrie à la fin de l'année pour sécuriser sa frontière nord (fin au début de l'année 335 av. J.-C.)[9].

## Naissances
- Démétrios Ier Poliorcète.

## Décès en  336 av. J.-C.
- Philippe II de Macédoine est assassiné.
- Amyntas IV, ancien roi de Macédoine, assassiné par son cousin Alexandre le Grand.